# إغناثيو بينيتيز
إغناثيو بينيتيز (بالإسبانية: Ignacio Benítez Castañeda)‏ هو لاعب كرة قدم إسباني في مركز نصف الجناح، ولد في 29 ديسمبر 1979 في ولبة في إسبانيا. لعب مع رايو فايكانو وريكرياتيفو ونادي إيركوليس ونادي قرطاجنة.